# Base de Schlosser
A base de Schlosser (ou base Lochmann-Schlosser) é uma mistura superbase de um alquil-lítio e alcóxido de potássio. Comumente, a mistura é formada através da combinação de n-butil lítio e de tert-butilato de potássio (também chamado de t-BuOK: KOC(CH3)3) em uma relação um-para-um. O reagente foi nomeado em homenagem ao químico alemão Manfred Schlosser (1934 - 2013), embora ele utilizasse o termo "superbase LICKOR" (LIC denominando o alquil-lítio, e KOR denotando o alcóxido de potássio). A troca de cátions produz do n-butil-potássio consideravelmente mais base do que o n-butil lítio, pois, isto é resultado da maior eletropositividade do potássio (eletronegatividade = 0,82) em comparação com o lítio (0,98).